# Tectaria aequatoriensis
Tectaria aequatoriensis är en ormbunkeart som först beskrevs av Georg Hans Emmo Wolfgang Hieronymus, och fick sitt nu gällande namn av Carl Frederik Albert Christensen. Tectaria aequatoriensis ingår i släktet Tectaria och familjen Tectariaceae. Inga underarter finns listade.